# Говард Вебб
Го́вард Ме́лтон Вебб (англ. Howard Melton Webb; нар. 14 липня 1971 року, Ротергем, Південний Йоркшир, Англія) — колишній англійський футбольний арбітр. З 2003 по 2014 року обслуговував матчі англійської Прем'єр-ліги. З 2005 по 2014 роки — арбітр ФІФА. У минулому — сержант поліції Південного округу Йоркшира. У серпні 2014 року оголосив про завершення кар'єри арбітра, а також, що надалі працюватиме технічним директором суддівського комітету (англ. Professional Game Match Officials Board).

## Кар'єра
Кар'єру арбітра почав в 22 роки лайнсменом в одній з англійських нижчих ліг. У Прем'єр-лізі з 2003 року, на міжнародний рівень вийшов 2005 року.
Періодично допускає серйозні помилки в матчах Прем'єр-ліги, за що не раз був розкритикований тренерами. У листопаді 2007 року сер Алекс Фергюсон безпосередньо звинуватив Вебба в тому, що той симпатизував «Арсеналу» в матчі з «Манчестер Юнайтед».
Також Говард судив скандальний фінал Кубка ліги між «Арсеналом» і «Челсі», який закінчився бійкою і видаленням Обі Мікеля та Адебайора. А 2012 року в матчі між «Челсі» та «МЮ» за рахунку 3:0 на користь Челсі поставив 2 непереконливих пенальті у ворота «Челсі», після чого матч завершився в нічию 3:3.
Охоче спілкується з пресою, деякий час вів свою колонку на ВВС, часто дає докладні інтерв'ю, в яких роз'яснює свої спірні рішення.

## Суддівство
- Прем'єр-ліга (з 2003 року)
- Молодіжний чемпіонат світу у 2007 році.
- Чемпіонат Європи 2008 — на ЧЄ-2008 судив зустріч збірних Австрії та Польщі.
- Фінал Ліги чемпіонів у 2010.
- Чемпіонат світу 2010 — на ЧС-2010 судив зустріч збірних Швейцарії та Іспанії, фінал ЧС-2010 між збірними Нідерландів та Іспанії.
- Чемпіонат Європи 2012[5]
- Чемпіонат світу 2014

## Статистика
| Сезон   | Матчі | Всього | за гру | Всього | за гру |
| ------- | ----- | ------ | ------ | ------ | ------ |
| 2000–01 | 26    | 58     | 2.23   | 1      | 0.04   |
| 2001–02 | 32    | 69     | 2.16   | 5      | 0.16   |
| 2002–03 | 39    | 145    | 3.72   | 4      | 0.10   |
| 2003–04 | 34    | 92     | 2.94   | 9      | 0.26   |
| 2004–05 | 34    | 100    | 2.94   | 2      | 0.06   |
| 2005–06 | 47    | 117    | 2.49   | 7      | 0.15   |
| 2006–07 | 45    | 156    | 3.47   | 9      | 0.20   |
| 2007–08 | 46    | 166    | 3.61   | 4      | 0.09   |
| 2008–09 | 48    | 158    | 3.29   | 6      | 0.13   |
| 2009–10 | 45    | 177    | 3.93   | 5      | 0.11   |
| 2010–11 | 45    | 141    | 3.13   | 6      | 0.13   |
| 2011–12 | 51    | 167    | 3.28   | 5      | 0.10   |
| 2012–13 | 42    | 148    | 3.52   | 5      | 0.12   |
| 2013–14 | 45    | 144    | 3.2    | 4      | 0.09   |
| Всього  | 579   | 1,838  | 3.17   | 72     | 0.12   |

Враховано усі змагання, включаючи домашні, європейські та міжнародні. Статистика до сезону 2000-01 недоступна.

## Особисте життя
Батько Говарда був арбітром протягом 35 років. Вебб одружений та має трьох дітей. До того як стати професіональний арбітром був сержантом поліції Південного Йоркширу. 2011 року нагороджений Орденом Британської імперії.